# Chrudim

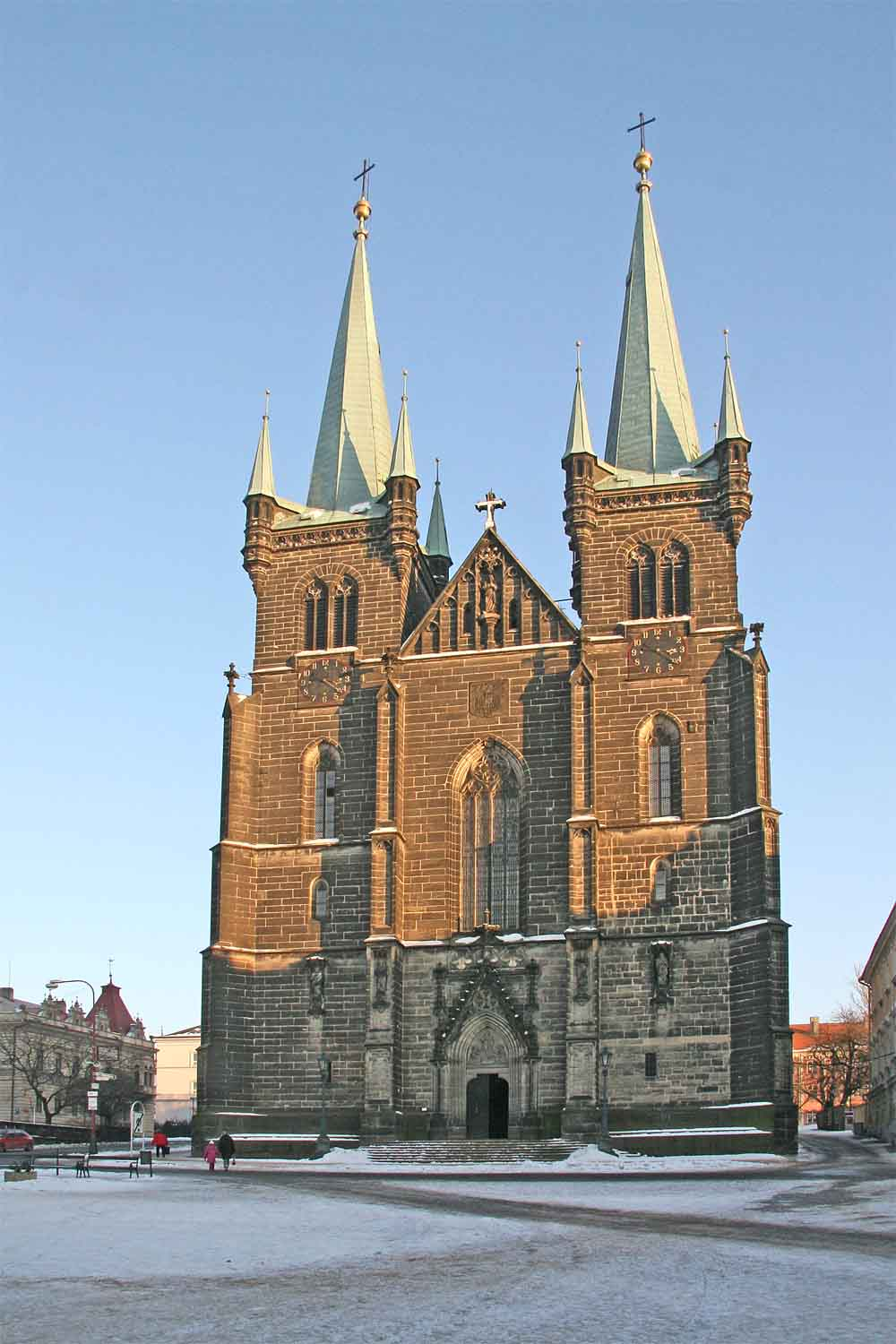

Chrudim  este un oraș amplasat pe cursul râului Chrudimka, în (Pardubický kraj)  regiunea Pardubice din Boemia de est, Cehia. În anul 2001 orașul avea 23.898 de locuitori.

## Istoric
Probabil Chrudim a fost întemeiat prin secolul IX, el este în anul 1055 amintit în documentele istorice cu ocazia morții prințului Bretislav I. (1005-1055). Din secolul XII este oraș regal, fiind proprietatea reginei de Boemia. În anul 1656 aici este întemeiată mănăstirea capucină cu biserica St. Josef. Din secolul XIX devine un loc important de pelerinaj, iar orașul cunoaște o dezvoltare rapidă, azi aparține de regiunea Pardubice.

## Industrie
În oraș sunt produse produse alcoolice, mașini agricole și țevi de oțel pentru centralele de curent eoliene. 

## Atracții turistice
Printre punctele de atracție pentru turiști se poate aminti muzeul de marionete din epoca renașterii, ruinele medievale a zidurilor de apărare și columna istorică ce ne reamintește de epidemia de pestă.

## Orașe înfrățite
- Țările de Jos Ede
- Polonia Oleśnica
- Slovacia Svidník

## Personalități
- Josef Ressel (1793–1857), inventatorul elicei pentru vapor